# Tini Wagner
Tini Wagner (neerlandès: Catharina Wilhelmina Wagner)  (Amsterdam, 17 de desembre de 1919 - Soest, 2 de juny de 2004) va ser una nedadora neerlandesa que va competir durant la dècada de 1930.
El 1936 va prendre part en els Jocs Olímpics d'Estiu de Berlín, on disputà tres proves del programa de natació. Guanyà la medalla d'or en la competició dels 4×100 metres lliures, tot establint un nou rècord del món de la distància i formant equip amb Rie Mastenbroek, Willy den Ouden i Jopie Selbach. En els 100 i 400 metres lliures fou cinquena i vuitena respectivament.
En el seu palmarès també destaquen dos campionats nacionals dels 400 metres lliures, el 1936 i 1937.